# Синды

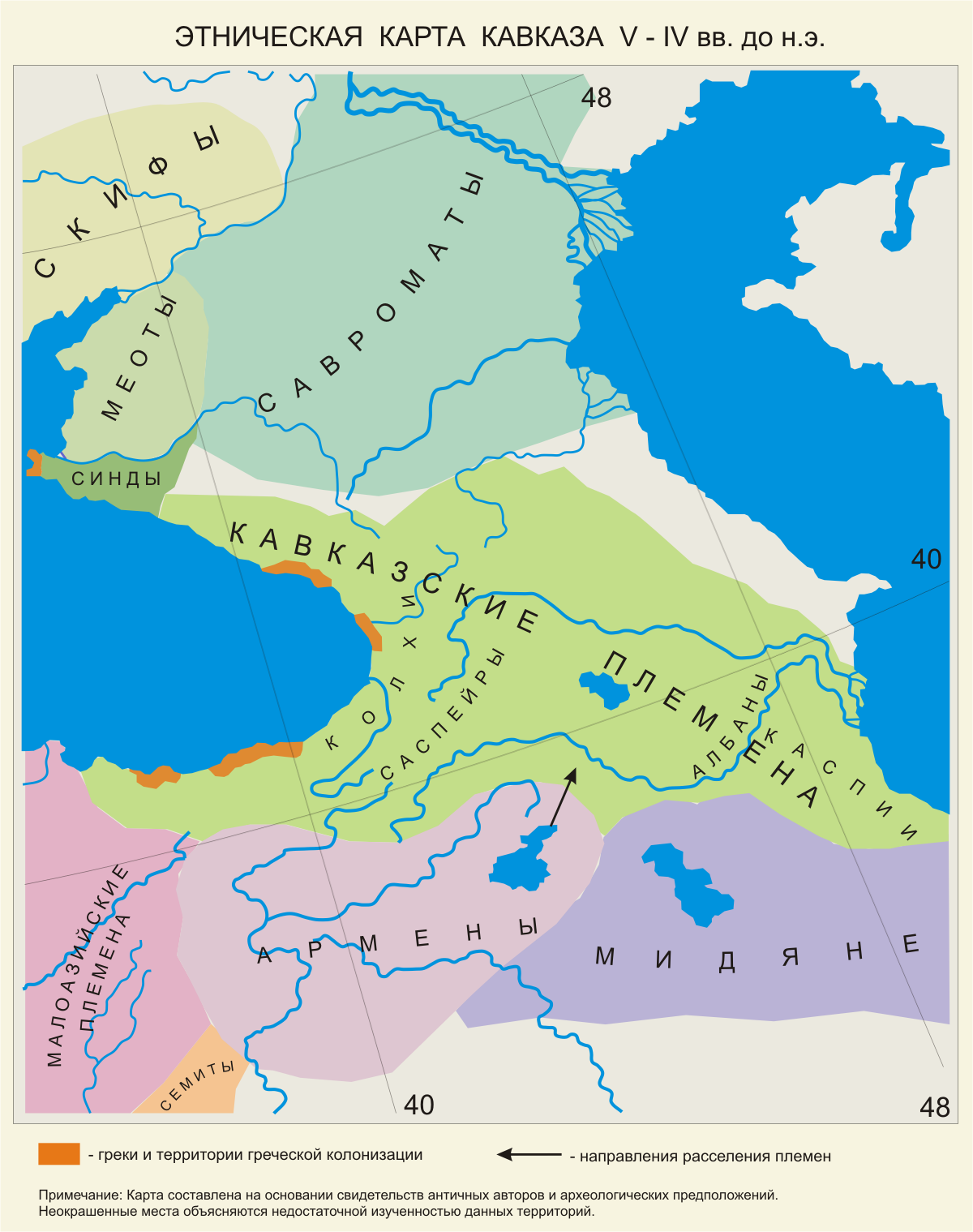
Синды

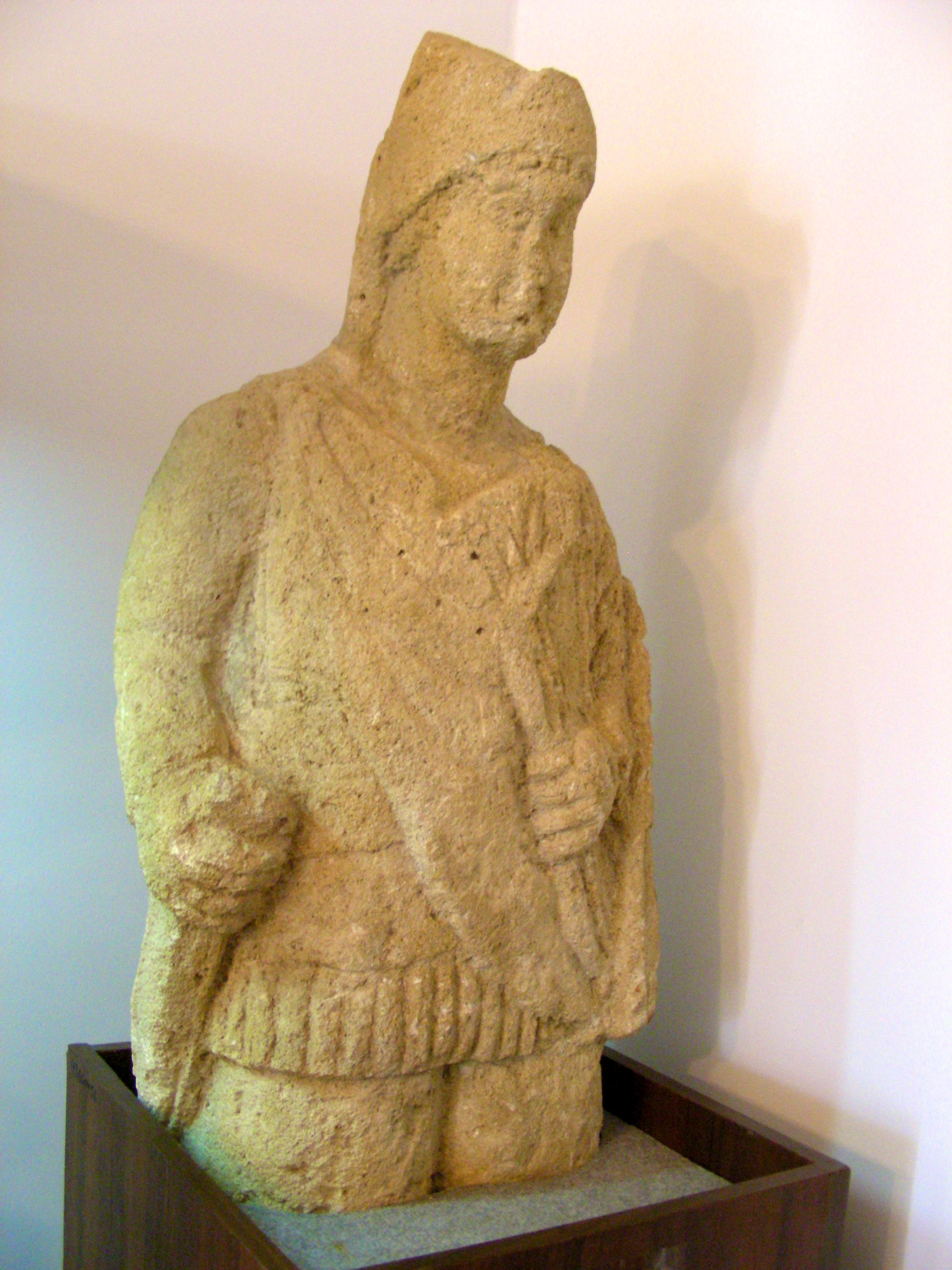
Синдский воин. Известняковая скульптура, I век до н. э., Керченский историко-археологический музей

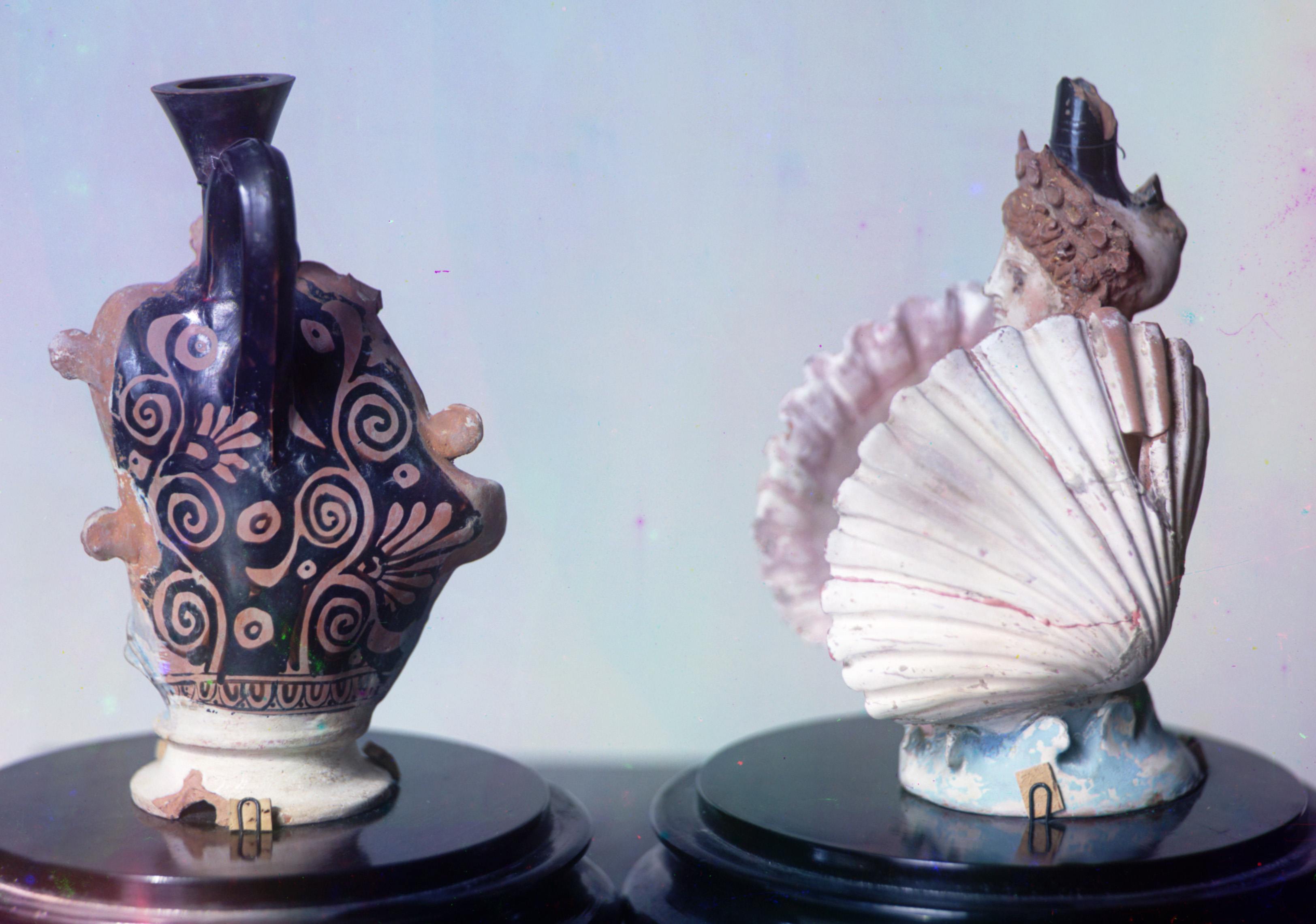
Этрусские терракотовые сосуды, найденные в синдском некрополе близ Фанагории.

Синды (греч. Σινδοί) — одно из многочисленных племён Северного Причерноморья, обитавшее в I тыс. до н. э. — первых веках н. э. на Таманском полуострове и прилегающем к нему побережье Чёрного моря до Новороссийска.
Этноязыковая принадлежность синдов дискуссионна в связи со скудостью источников.

## Общие сведения
В VI в. до н. э. о синдах впервые и кратко упомянул Псевдо-Скилак, в частности он написал:

 Синды. После же меотов живут синды; но достигают они и областей вовне залива; и у них существуют такие греческие полисы: полис Фанагория, Кепы, Синдская Гавань, Питиунт.
Затем, в V в. до н. э. о синдах писал Геродот и позже другие греческие и римские историки — Псевдо-Скимн, Страбон и т. д..
Согласно их сообщениям, основными занятиями синдов были земледелие, рыболовство, ремёсла и торговля (в ранний период — с Урарту, с VI в. до н. э. — с греками), как через свои порты — Синдскую гавань, Корокондаму, так и через греческие города, основанные на территории Синдики.
Войны со скифами привели к усилению у синдов власти военачальников.
В V в. до н. э. возникло синдское (меотское) государство, которая также именовалось Синдика.
Из всех причерноморских племён синды были наиболее эллинизированы: они заимствовали у греков язык и письменность, имена и обычаи, торговые и финансовые инструменты, участвовали в греческих состязаниях и религиозных культах, носили греческие украшения. Но влияние носило, очевидно, обоюдный характер. Синдо-меоты свободно поселялись в эллинских городах и входили в состав всех слоев населения — от правящего класса до рабов. О синдомеотском происхождении первой династии Боспорского царства — Спартокидов — писал М.И. Артамонов.
Во II в. до н. э. Аполлоний Родосский, ссылаясь на других античных авторов, писал:

У равнины синдов разделяется река Истр и одним рукавом изливается в Адриатическое море, а другим в Эвксинский Понт.
Гиппонакт (вторая пол. VI в. до н. э.) также упоминает о «синдской расщелине».
Гелланик Митиленский (V в. до н. э.) в сочинении «О народах» говорит:

«Когда проплывешь Боспор, будут синды, а выше их — меоты-скифы».

## Цари, правители
Первый известный истории царь синдов — Гекатей (родом грек). По мнению большинства нумизматов, возможно ещё при нём в синдском государстве Синдика выпускались в обращение собственные деньги, а именно были выпущены синдские серебряные монеты (трех видов).
Примерно в 480 до н. э. синды потеряли свою политическую самостоятельность и вошли в состав Боспорского царства, а синдская знать вошла в состав правящей боспорской аристократии.
Второй известный истории царь синдов — Горгипп, брат Левкона I Боспорского.
Следующими царями синдов были цари Боспорского государства, что отразилось в их каменных титуларах.

## Столица и города
Страбон, автор I в. до н. э., упоминает Горгиппию как столицу Синдики:

 «В Синдской области есть место Горгиппия — царская столица синдов, недалеко от моря, а также Аборака»
Археологически известны синдские города (Семибратнее городище близ Кубани и Раевское городище около Анапы). Многие курганы Таманского полуострова и Прикубанья (Курган Карагодеуашх, Большая Близница, Мерджаны и др.) — погребения синдской знати.

## Оружие
Синды самостоятельно производили и использовали мечи, именуемые ныне археологами как синдо-меотские мечи.

## Этническая принадлежность

### Лингвистика, ономастика, топонимика
Первоначально, лингвоэтническая принадлежность синдов не была надежно идентифицирована: синдские надписи на территории Синдики не были обнаружены, синды были наиболее эллинизированы, единственным доступным материалом являются топонимика Синдики, дошедшая в виде скифских глосс в греческих текстах.
О. Н. Трубачёв в своей работе «О синдах и их языке» и позднее, в «Индоарике» (1999), делал предположение, что синды, как и прочие меотские племена, были «местными праиндоевропейцами, в отличие от соседних индоиранцев. Язык синдо-меотский — это индоарийский, с признаками самостоятельного диалекта (или диалектов)».
Н. В. Анфимов критически относился к гипотезе Трубачёва, предполагая, что данные выводы спорны и предлагал в свою очередь относить синдов к кавказским народам, допуская участие синдов как части меотских племён в этногенезе адыгов.
Ю.С. Крушкол также относила синдов к исконно кавказским племенам.
Новичихин А.М. считал синдов синкретическим этническим образованием, которое на протяжении достаточно длительного времени могло органично сочетать не только культурные, но и языковые традиции пришлого кавказского и местного населения.

### Антропология
По данным антропологов население Синдики несколько отличалось от большинства меотов, так как характеризовалось невысоким и широким лицом с широким носом.

## Войны со скифами
Согласно сообщению Геродота (IV.28) имели место зимние военные походы скифов в V в. до н. э. в земли синдов. Археологами выявлено несколько групп археологических находок, свидетельствующих о проникновении отдельных элементов материальной культуры скифов в культуру населения Синдики и соседних с нею районов именно в то время, о котором сообщает Геродот.
Примерно через 500 лет, после того как синды вошли в состав Боспорского государства, греческий писатель-сатирик Лукиан Самосатский, в своем Сочинении (в форме диалога) «ТОКСАРИД, ИЛИ ДРУЖБА», мельком упоминает синдов. В частности, один участник диалога сообщает, что аланы обязались перед скифами подчинить им синдов, «которые давно отложились» (то есть вышли из-под контроля). На что другой участник отвечает: — Очень уж это … похоже на миф.

## Обычаи, традиции синдов
Николай Дамасский (64 г. до н. э. — 4 г. н. э.) писал:

Синды бросают на могилу столько рыб, сколько врагов убил погребаемый.

## Последние упоминания синдов
К IV в. н. э. относится одно из последних упоминаний синдов, которое сделал Руф Фест Авиен, в своем произведении «Описание земного круга», где он писал:

Узнай, наконец, какие народы окружают Тавр. Меоты первые окружили соленое болото. Встречается также свирепый сармат… Ближайшие местности населяют киммерийцы и синды. Вблизи живёт племя керкетское и род торетов.